# One Museum Park
One Museum Park, ook bekend als One Museum Park East, is een wolkenkrabber in Chicago, Verenigde Staten. Het gebouw staat op 1211 South Prairie Avenue. De bouw van de woontoren begon in 2005 en werd in 2009 voltooid.

## Ontwerp
One Museum Park is 224,34 meter hoog en telt naast 62 bovengrondse, ook 2 ondergrondse verdiepingen. Het is door Pappageorge/Haymes is modernistische stijl ontworpen en heeft een totale oppervlakte van 92.987 vierkante meter. Het gebouw bevat een fitnesscenturm, een zonnedek, een zwembad en een sauna. Het bevat twee- drie en vierkamer appartementen.
De gevel van One Museum Park is uitgevoerd in verschillende tinten van blauw en grijs glas. Het bevat geen hoeken van 90° en wijkt aan de zijkanten meerdere keren terug om zo gebogen terrassen te vormen.